# Coelotes samaksanensis
Coelotes samaksanensis är en spindelart som beskrevs av Joon Namkung 2002. Coelotes samaksanensis ingår i släktet Coelotes och familjen mörkerspindlar. Inga underarter finns listade i Catalogue of Life.